# BR-369

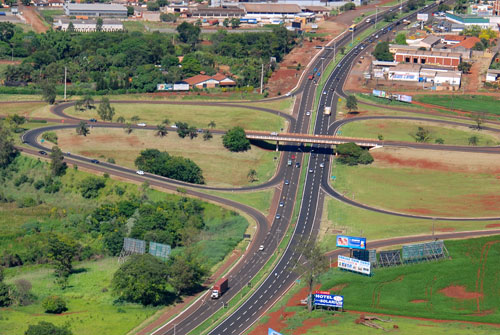
Entroncamento da rodovia BR-369 (km 158), com a rodovia PR-445 (km 82), na divisa entre os municípios de Londrina e Cambé.

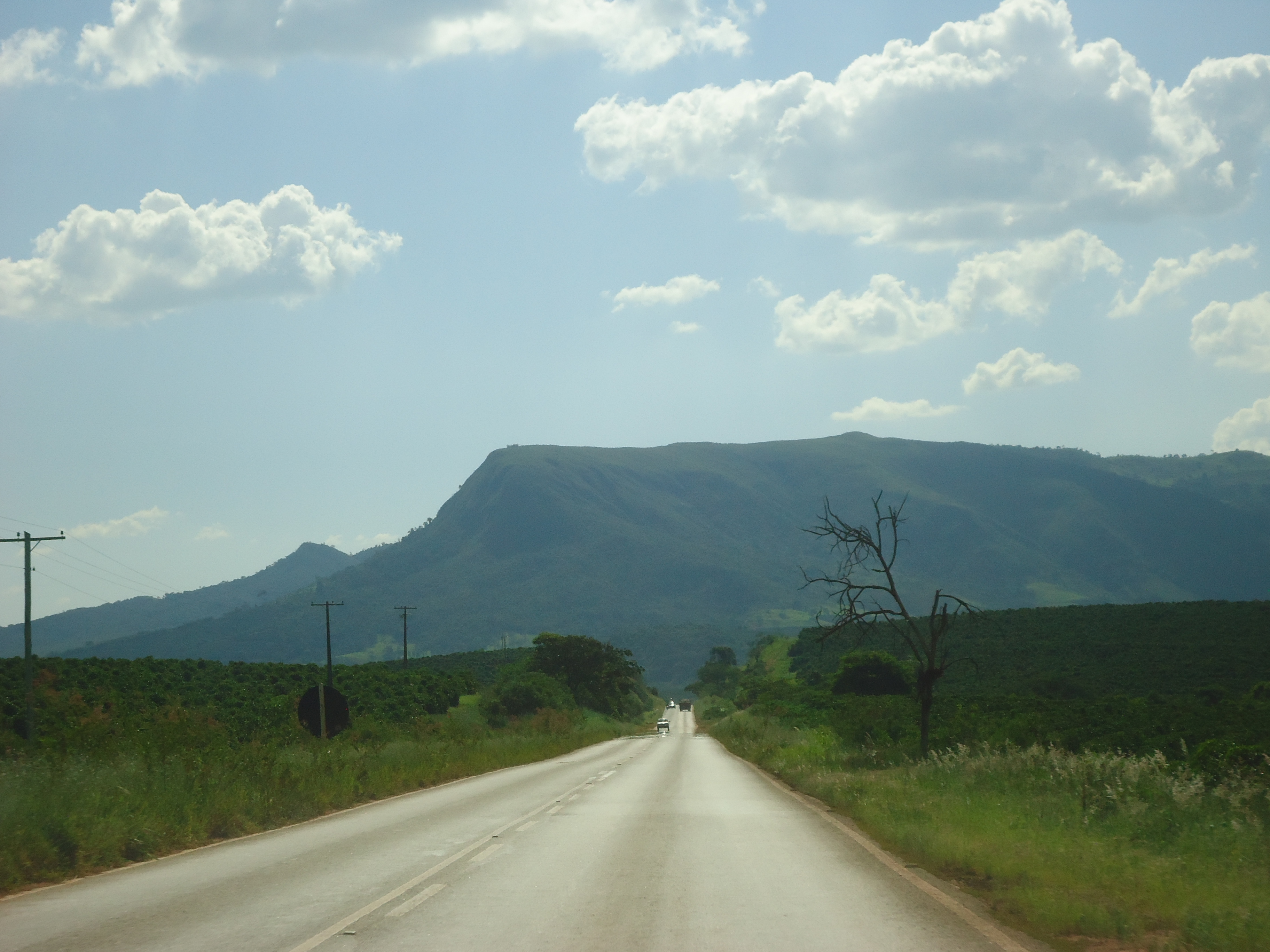
BR-369 próximo a Boa Esperança.

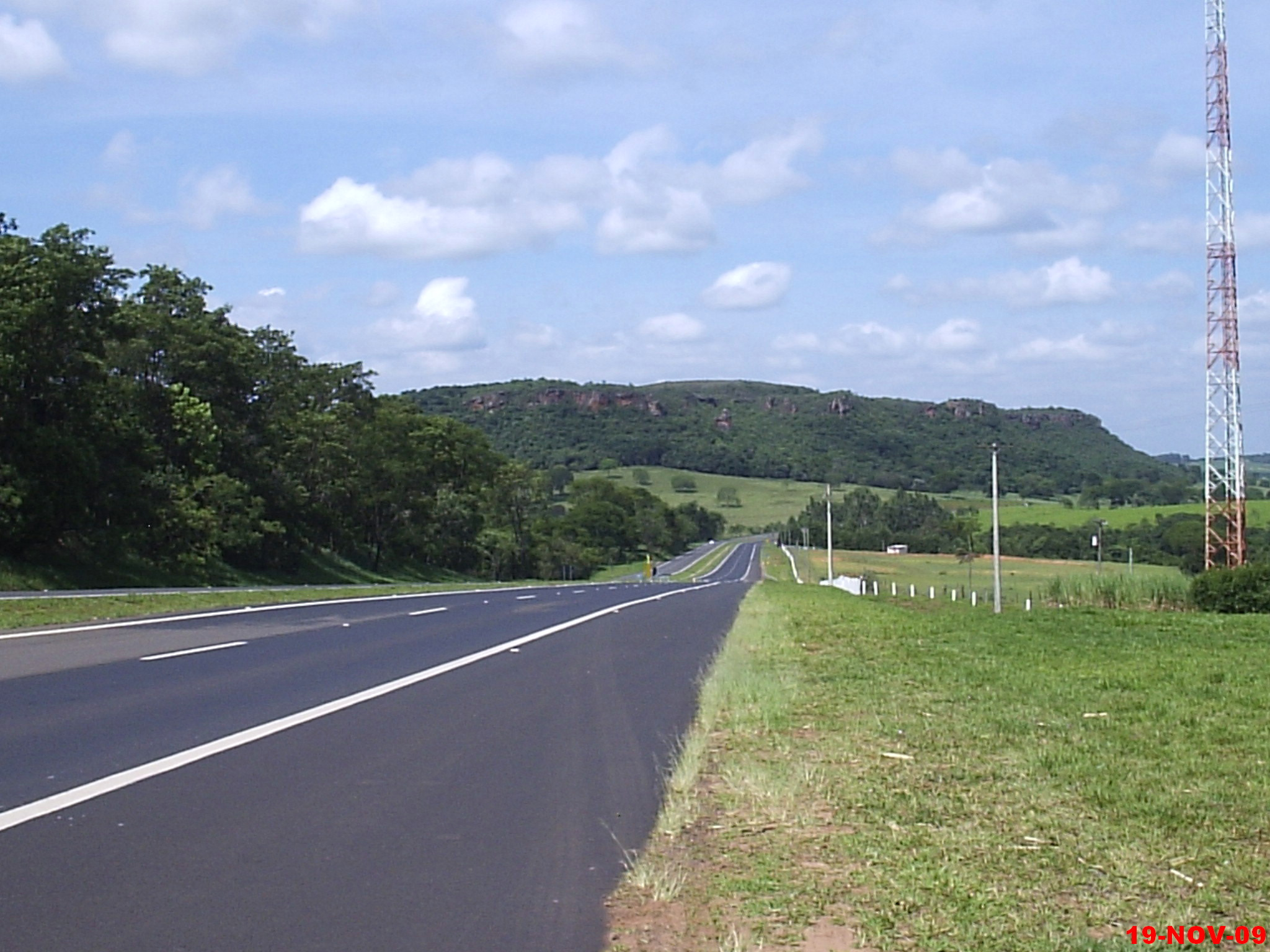
Trecho da BR-369 coincidente com a SP-225, em São Paulo.

A BR-369 é uma rodovia federal diagonal brasileira que liga o oeste paranaense ao centro-oeste mineiro. Anteriormente conhecida como Rodovia dos Cereais, a rodovia BR-369 inicia no entroncamento com a BR-494, no município de Oliveira em Minas Gerais, e atravessa o estado de São Paulo e parte do Paraná até a cidade de Cascavel.  
Entre os municípios atravessados pela BR-369 destacam-se: Alfenas, Poços de Caldas, São João da Boa Vista, Aguaí, Pirassununga, Brotas, Jaú, Itirapina, Pederneiras, Bauru, Santa Cruz do Rio Pardo, Ourinhos, Cornélio Procópio, Londrina, Ibiporã, Rolândia, Arapongas, Apucarana, Campo Mourão, Ubiratã e Cascavel.  

## Denominações
A BR-369, assim como a BR-153 e a BR-116, recebe vários nomes ao longo de seu trecho, sendo por decretos e leis ou por coincidir com rodovias estaduais. Enquanto no estado de Minas Gerais, a rodovia é conhecida como MGC-369, no estado de São Paulo, a BR-369, por coincidir com rodovias estaduais, recebe as seguintes denominações: 
- SP-253 - Rodovia Deputado João Bravo Caldeira
- SP-350 - Rodovia Deputado Eduardo Vicente Nasser
- SP-340 - Rodovia Professor Boanerges Nogueira de Lima
- SP-215 - Rodovia Deputado Vicente Botta
- SP-201 - Rodovia Prefeito Euberto Nemésio Pereira de Godoy
- SP-225 - Rodovia Deputado Rogê Ferreira; Rodovia Engenheiro Paulo Nilo Romano
- SP-255 e SP-225 - Rodovia Comandante João Ribeiro de Barros
- SP-225 - Rodovia Engenheiro João Baptista Cabral Rennó
- SP-327 - Rodovia Orlando Quagliato
- SP-270 - Rodovia Raposo Tavares
- SP-387 - Rodovia Presidente João Goulart

Já no estado do Paraná, as denominações são em alguns trechos, com projetos de lei que previam tais denominações, como o Projeto de Lei nº 6.626, de 2013, que previa a denominação Rodovia General Luiz Carlos Pereira Tourinho entre Londrina e Maringá, junto dos contornos viários que foram construídos, no entanto, as denominações dos trechos são: 
- Divisa SP/PR - Bandeirantes: Rodovia Zilda Arns Neumann, de acordo com a Lei n° 13.837, de 4 de junho de 2019.[1]
- PR-855, em Bandeirantes: Contorno Luiz Bassi, de acordo com a Lei n° 19.718, de 26 de novembro de 2018.[2]
- PR-862, em Ibiporã: Contorno Norte Adelino Schiavinato, de acordo com a Lei n° 19.427, de 13 de março de 2018.[3]
- Km 180 à 190, em Arapongas: Rodovia Paulo Walmor Kummel, de acordo com a Lei n° 20.638, de 8 de julho de 2021.[4]
- Jandaia do Sul - PR-457: Rodovia Antônio Quinteiro, de acordo com a Lei n° 17.954, de 10 de janeiro de 2014.[5]

## Traçado e descrição
A rodova se inicia na cidade mineira de Oliveira, passando por Campo Belo, Aguanil, Boa Esperança, Campos Gerais, Alfenas, Serrania, Botelhos e Poços de Caldas, já na divisa com São Paulo. No trecho mineiro, a pista é simples e sem acostamento, fazendo a trafegabilidade ser difícil e perigosa para quem passa pela região ou para quem segue até São Paulo.
O trecho paulista da BR-369 se inicia na cidade de Caconde, passando pela SP-253 até o município de Tapiratiba, qual coincide com a SP-350 até São José do Rio Pardo, seguindo até a Casa Branca, coincidindo com a SP-340 até o trevo com a SP-215, passando pela cidade de Santa Cruz das Palmeiras. Depois de Santa Cruz das Palmeiras, a rodovia passa pela SP-201 até o trecho urbano da cidade de Pirassununga até rodovia SP-225, qual o trecho ainda continua de pista simples. 
Partindo do trevo com a Rodovia Washington Luís, a rodovia se caracteriza como uma Autoestrada, passando por São Carlos, Brotas e Jaú, qual coincide com o trecho da SP-255 até o trevo com a SP-225. Passando pelo Espírito Santo do Turvo, o entroncamento com a Rodovia Presidente Castelo Branco ou BR-374 e coincide com a mesma, passando pela SP-327 e SP-270 até o trevo com a BR-153, no município de Ourinhos.
No trecho paranaense, BR-369 coincide com a BR-153 até o entroncamento com a mesma, após o pedágio atualmente ativo. Enquanto a BR-153 segue até Jacarézinho, a BR-369 segue até Londrina, passando por Cambará, Andirá, Bandeirantes, Santa Mariana, Cornélio Procópio, Jataízinho e Ibiporã. Neste trecho, a rodovia só é duplicada até Cornélio Procópio, com exceção em uma pequena parte do trecho urbano de Jataízinho. Já em Bandeirantes e Ibiporã, foram construídos contornos viários para desviar o tráfego dos perímetros urbanos. 
A BR-369 segue de Londrina, passando por Cambé, Rolândia, Arapongas e Apucarana. Entre Arapongas e Apucarana, o trecho é duplicado, exceto pelos trechos urbanos. Após Apucarana, a BR-369 se sobrepõe a Rodovia do Café Governador Ney Braga até Jandaia do Sul, em direção à Campo Mourão, passando pelas cidades de Bom Sucesso, São Pedro do Ivaí, Fênix até o entroncamento com a BR-487, na cidade de Luiziania. O trecho da rodovia entre Jandaia do Sul até Campo Mourão é caracterizado por pista simples, estreita e sem acostamento, o que torna a trafegabilidade uma tarefa difícil para quem passa pela região. 
Por fim, a BR-369 coincide com a BR-487 até o trevo com a mesma, e segue até o entroncamento com a BR-277, na cidade de Cascavel, passando por Mamborê, Juranda, Ubiratã e Corbélia. A rodovia neste trecho é de pista simples com acostamento, exceto no trecho urbano de Corbélia, na qual tem vias marginais e é duplicada, ajudando na trafegabilidade da população pela região. 

## História
A BR-369, anteriormente BR-87 no Sistema antigo de numeração de rodovias federais do Brasil, foi construída com o propósito de auxiliar o escoamento das produções agrícolas do estado do Paraná, nas quais eram vastas. Sendo inaugurada em 1963, os trechos que conectavam Ourinhos - Maringá e Uraí - Cornélio Procópio. 

## Importância econômica
A rodovia é extremamente importante por escoar produtos da agricultura, pecuária e indústria dos estados do Paraná para São Paulo e vice-versa. Como alguns exemplos, temos a soja, milho, café, carne bovina, papel e celulose, madeira, móveis e outros produtos importantes na região.
A rodovia também liga o Oeste dos estados do Paraná e de São Paulo com o Paraguai. O Paraguai importa a maioria dos produtos que consome do Brasil (um dos principais fomentadores da economia paraguaia). Portanto, o comércio e o turismo com o Paraguai são fortes na região. Foz do Iguaçu e Ciudad del Este são diretamente beneficiadas pela estrada. 

## Duplicações não realizadas
A BR-369, assim como as BRs 376 e 277, que formam um triângulo dentro do estado do Paraná, foram concedidas para empresas privadas em 1997, no início da era das concessões de estradas do Brasil. Os contratos valem até 2021. Inicialmente deveriam ser duplicados 995 km de estradas do Paraná, e se prometia à população que o Estado teria rodovias de Primeiro Mundo, impulsionando fortemente o crescimento econômico. Mas logo foram assinados aditivos que retiraram dos contratos duplicações e outras obras. O compromisso de duplicação caiu de 995 para 616 km. Para piorar, em 2019, o que havia sido duplicado não passava de 300 km, mesmo com as tarifas de pedágio subindo todos os anos. O MPF (Ministério Público Federal) então realizou a Operação Integração, que mostrava que as mudanças feitas nos contratos fazem parte de um milionário esquema de propinas. As empresas pagaram ao menos R$ 35 milhões em propinas para conseguir estas mudanças nos contratos. O desvio de dinheiro estimado no esquema dos pedágios chega a R$ 8,4 bilhões, envolvendo pagamento de propina a políticos, estando envolvidas as concessionárias Rodonorte, Econorte, Ecovia, Ecocataratas, Caminhos do Paraná e Viapar.
Para a próxima concessão, a ocorrer em 2021, o governo federal e o governo do estado do Paraná pretendem, em conjunto, adotar um modelo com tarifas menores, garantir que as duplicações ocorram rapidamente, e também garantir transparência nos gastos. 